# Подизање Аризоне
Подизање Аризоне (енгл. Raising Arizona) или Аризона јуниор амерички је филм снимљен 1987. у режији браће Коен. Главне улоге тумаче Николас Кејџ, Холи Хантер и Треј Вилсон.

## Радња
Прича о необичном брачном пару, бившем затворенику Хају (Николас Кејџ) и бившој полицајки Ед (Холи Хантер) који желе дијете, али га не могу добити природним путем. Срећа им се насмијеши након што се локални тајкун појави на телевизији с петоро новорођенчади шалећи се како их „има превише да би се за све бринуо“. Видјевши то као „знак“ и прилику да врате природну равнотежу, Хај и Ед украду једну од беба и почну се бринути о њој.

## Улоге
| Глумац             | Улога                |
| ------------------ | -------------------- |
| Николас Кејџ       | Хeрбeрт Макдана      |
| Холи Хантер        | Едвина Макдано       |
| Треј Вилсон        | Нејтан Аризона       |
| Џон Гудман         | Гејл Сноутс          |
| Вилијам Форсајт    | Ивел Сноутс          |
| Сем Макмари        | Глен                 |
| Франсес Макдорманд | Дот                  |
| Рендал „Текс” Коб  | Леонард Смолс        |
| Ти Џеј Кан         | Нејтан Аризона млађи |